# African Observer
African Observer, subtitulado "Illustrative of the General Character, and Moral and Political Effects of Negro Slavery", fue una publicación mensual estadounidense abolicionista editada en Filadelfia, Pensilvania entre 1827 y 1828. Publicaba ensayos, artículos y distintos documentos y materiales donde trataba de mostrar las maldades de la esclavitud, al tiempo que señalaba el origen del tráfico de esclavos de África hacia América.